# Азуни (Сардиния)
Азу́ни (итал. Asuni) — коммуна в Италии, располагается в области Сардиния, в провинции Ористано.
Население коммуны составляет 345 человек (2018 г.), плотность населения составляет 16 чел./км². Занимает площадь 21 км². Почтовый индекс — 9080. Телефонный код — 0783.
Покровителем коммуны почитается Иоанн Креститель, празднование 24 июня.

## Демография
Динамика населения:

## Администрация коммуны
- Официальный сайт: